# Volkers (Nordenham)
Volkers ist als ehemalige Bauerschaft im Bereich Äußere Stadt ein Stadtteil von Nordenham im Landkreis Wesermarsch.

## Geschichte
Volkers hat ebenso wie das zwei Kilometer entfernte Grebswarden einen Jedutenhügel. Von 1759 stammt die Bauerordnung von „Folckers“.
Die denkmalgeschützte Gebäudegruppe Bauernhäuser Volkers,   Deichstraße 145 (Gulfhaus), 150, 152 (Scheune), 154, 156/58 (Handwerkerhof) und 160 dienten ab 1935 bis 1945 als Lagerhäuser der Kriegsmarine. Später wurden sie auch als Flugzeughallen und Verwaltungsgebäude sowie Wohnhäuser genutzt.

## Einwohnerentwicklung
| Jahr | Einwohner |
| ---- | --------- |
| 1675 | 101       |
| 1769 | 89        |
| 1815 | 94        |
| 1855 | 100       |
| 1961 | 75        |